# Coachwhips
A Coachwhips egy háromtagú noise/punk rock együttes a kaliforniai San Franciscoból. 2001-ben alakult, tagjai:
- John Dwyer (Thee Oh Sees, Pink and Brown, Landed, Burmese,, Yikes, The Hospitals, Zeigenbock Kopf) – gitár, ének (2001–2005)
- John Harlow – dob (2002–2004)
- Mary Ann McNamara – szintetizátor/tamburin és háttérvokál (2002–2004)

Tagcserék után:
- Val(tronic) – szintetizátor és tamburin (2004–2005)
- Matt Hartman (gitáros a Cat Power-ből, jelenlegi dobos a Sic Alps-ban) – dob (2004–2005)

A Coachwhips jellegzetesen egyszerű, sallangoktól mentes garage rock stílusban zenélt, szövegei érthetetlenek, mert az éneksáv torzított, a zene keverés nélküli, túlvezérelt és torz. A számok legfeljebb másfél percesek és ritkán állnak három hangnál többől. Utolsó koncertjük 2005-ben, New Yorkban volt.

## Albumaik
- Hands on the Controls CD (Black Apple Records, 2002, 002)
- Get Yer Body Next ta Mine LP (Show And Tell Recordings, 2002, SAT 003)
- Get Yer Body Next ta Mine CD (Narnack Records, 2003, NCK 7002)
- Bangers Versus Fuckers LP/CD (Narnack Records, 2003, NCK 7009)
- Peanut Butter and Jelly Live at the Ginger Minge LP/CD (Narnack Records, 2005, NCK 7024)
- Double Death CD (Narnack Records, 2006)

## Külső hivatkozások
- Interjú w/ John Dwyer – 2007. november
- Show & Tell Recordings
- Coachwhips @ Allmusic[halott link]
- Coachwhips "Body And Brains" élő a Jamaica Plain-ban, MA 2004 @ Esprit de Corps. YouTube
- Forrás